# Felix Rösle
Felix Rösle (7 gennaio 2005) è uno sciatore alpino tedesco.

## Biografia
Specialista delle prove veloci attivo dall'ottobre del 2021, Felix Rösle ha esordito in Coppa Europa il 14 dicembre 2023 a Santa Caterina Valfurva in discesa libera (47º) e ai Mondiali juniores di Tarvisio 2025 ha vinto la medaglia d'oro nella medesima specialità; non ha debuttato in Coppa del Mondo e non ha preso parte a rassegne olimpiche o iridate.

## Palmarès

### Mondiali juniores
- 1 medaglia:
  - 1 oro (discesa libera a Tarvisio 2025)

### Coppa Europa
- Miglior piazzamento in classifica generale: 70º nel 2025

### South American Cup
- Miglior piazzamento in classifica generale: 13º nel 2025
- 3 podi:
  - 1 vittoria
  - 2 terzi posti

#### South American Cup - vittorie
| Data             | Località | Paese | Specialità |
| ---------------- | -------- | ----- | ---------- |
| 5 settembre 2024 | La Parva | Cile  | SG         |

Legenda:

SG = supergigante